# Chalga
Chalga é um estilo de música dançante búlgara, caracterizada por uma mescla de ritmos tradicionais com batidas eletrônicas e sintetizadas modernas. Os artistas mais populares desse gênero são Sofi Marinova, Anelia, Ivana e Kultur Shock.